# كيث مور
الأستاذ كيث مور أستاذ علم التشريح في جامعة تورنتو بكندا كان قد مر خلال حياته العلمية عبر جامعات عديدة منها جامعة توينابك في الغرب الكندي حيث كان هناك لمدة 11 سنة ورأس العديد من الجمعيات الدولية؛ مثل جمعية علماء التشريح والأجنة في كندا وأمريكا، ومجلس اتحاد العلوم الحيوية. كما انتخب عضوًا في الجمعية الطبية الملكية بكندا، والأكاديمية الدولية لعلوم الخلايا، والاتحاد الأمريكي لأطباء التشريح، وفي اتحاد الأمريكتين في التشريح، وشارك في تأليف عدة كتب في مجال التشريح الأكلينكي وعلم الأجنة، منها كتاب The Developing Human: Clinically Oriented Embryology وClinically Oriented Anatomy وEssential Clinical Anatomy.

## كيث مور والإسلام

### علم الأجنة في القرآن
عُرف مور باعتقاده أن آيات القرآن المتعلقة بعلم الأجنة تقدم دليلًا على أصله الإلهي. قال في مقالة كتبها أن «إشارات القرآن إلى تكاثر الإنسان ونموه متناثرة في القرآن»، وأن «تفسير الآيات القرآنية المتعلقة بتكون الإنسان لم يكن ممكنًا في القرن السابع للميلاد، ولا حتى منذ مئة سنة.»
يؤكد مور أن ما قاله القرآن عن نمو الإنسان يجعل من الواضح أن أصله إلهي قائلًا: «هذا يثبت لي أنه لابد أن محمدًا كان رسولًا من عند الله.»
في عام 1980، تمت دعوة مور إلى المملكة العربية السعودية لإلقاء محاضرة في علم التشريح وعلم الأجنة في جامعة الملك عبد العزيز. وأثناء وجوده هناك، اتصلت لجنة علم الأجنة بجامعة الملك عبد العزيز بمور لمساعدته في إعادة تفسير آيات معينة من القرآن وبعض الأقوال في الأحاديث التي أشارت إلى التكاثر البشري والتطور الجنيني. قال مور إنه اندهش من الدقة العلمية لبعض العبارات التي صدرت في القرن السابع الميلادي:
عمل مور مع لجنة علم الأجنة في دراسة مقارنة للقرآن والحديث وعلم الأجنة الحديث. قدمت اللجنة ونشرت عدة أبحاث بالاشتراك مع مور وآخرين في تأليف عدد من الأوراق. كتبت أوراق الإسلام أن المجهر الإلكتروني يكشف أن:
تم نشر طبعة خاصة من كتاب مور في كلية الطب بعنوان "الإنسان النامي: علم الأجنة الموجه سريريًا" للعالم الإسلامي في عام 1983. وقد تضمن كتاب "الإنسان النامي: علم الأجنة الموجه إكلينيكيًا مع الإضافات الإسلامية"، "صفحات تحتوي على آيات قرآنية متعلقة بعلم الأجنة. الحديث "للمؤلف المشارك عبد المجيد الزنداني.

### الخلاف
أثارت تعليقات مور على القرآن جدلًا واسعًا لدى علماء الأجنة البارزين مثل بي زي مايرز وغيره. في عام 2002 رفض مور مقابلة جريدة وال ستريت جورنال بخصوص عمله حول الإسلام معللًا ذلك بأنه «قد مضى عشر سنوات أو 11 على عملي في القرآن».